# İkameci
Ein İkameci („Substitutor“) war eine Person in Zeitungsredaktionen und Behörden in den frühen 1930er Jahren der Republik Türkei. Die Aufgabe eines İkameci bestand darin, Wörter arabischen oder persischen Ursprungs durch türkische Wörter oder Neologismen zu ersetzen. Seine Tätigkeit stand im Zusammenhang mit der aktiven Sprachlenkungspolitik zur Schaffung einer reinen Form des Türkischen. Dazu bediente er sich des Tarama Dergisi. Dieses war ein mehrbändiges, vom Staat herausgegebenes Werk und enthielt Wortlisten der osmanischen Sprache mit ihren türkischen Entsprechungen. Der Sprachwissenschaftler Agop Dilâçar erzählte folgende Episode:

„Eines Tages, im Jahre 1934, suchte ich den Chefredakteur der Zeitung Akşam, Necmeddin Sadak, auf. Er hatte einen Leitartikel in der alten Schrift, an die er gewöhnt war, und in Osmanisch geschrieben. Nachdem er den Artikel beendet hatte, drückte er auf eine Klingel, gab ihn dem herbeieilenden Bürodiener und sagte: „Bring das zum ikameci ['Substitutionshersteller']!“ Der ikameci, der in einem anderen Zimmer war, schlug das Tarama Dergisi auf und setzte, ohne im geringsten auf die Syntax des Artikels zu achten, aus diesem Dergi an die Stelle der osmanischen Wörter türkische Wörter, die ihm gefielen.“

Auch Mustafa Kemal Atatürk soll bei einem Empfang des schwedischen Kronprinzenpaares 1934 aufgrund des Redigierens seines Redetextes durch einen İkameci wie ein unbeholfener Schuljunge gewirkt haben.
Diese Episoden werden auch von dem Turkologen Geoffrey Lewis berichtet, der dazu anmerkt, dass beispielsweise für das Wort hikâye (Erzählung) die Tarama Dergisi 22 Auswahlmöglichkeiten bot, nicht aber den heute neben hikâye verwendeten Neologismus öykü. Lewis berichtet weiter, dass es bis in seine Zeit (1984) vorgekommen sei, dass etwa emeritierte türkische Professoren ihre vorbereiteten Redemanuskripte „substituieren“ ließen, was mitunter recht mühsam gewesen sei.
Das Wort ikameci setzt sich zusammen aus ikame und dem Wortbildungssuffix -ci, das eine Betätigung oder einen Beruf anzeigt. İkame selbst geht auf das arabische Wort إقامة / iqāma zurück und bedeutet hier Substitution.